# Alexander Wüst (Schauspieler)
Alexander Wüst (* 22. Juli 1973 in Frankfurt am Main) ist ein deutscher Film- und Fernsehschauspieler.

## Leben
Wüst absolvierte seine Schauspielausbildung von 1995 bis 1999 am Wiener Max-Reinhardt-Seminar. Seine erste Hauptrolle hatte er 2006 in der Telenovela Tessa – Leben für die Liebe, in der er den Oberarzt Marcel Borchert verkörperte. Die Rolle des Bösewichts war von der ersten bis zur 124. und zugleich vorletzten Episode zu sehen. Von 2014 bis 2015 gehörte er dem Hauptcast der RTL-Daily Soap Alles was zählt an. In Folge 1924 trat er erstmals in der Rolle von Kommissar Erik Schulte auf, bis er in Folge 2102 den Serientod starb.
Wüst ist mit einer Bühnenbildnerin verheiratet und hat zwei Söhne.

## Filmografie (Auswahl)

### Kino
- 2003: Muxmäuschenstill
- 2004: Merry Christmas
- 2012: Leg ihn um
- 2013: Buddy
- 2018: In Love and War

### Fernsehen
- 2006: Tessa – Leben für die Liebe
- 2007: Der Fürst und das Mädchen
- 2010: Bermuda-Dreieck Nordsee
- 2011: Liebe am Fjord – Das Ende der Eiszeit
- 2012: Karl der Große
- 2014: Heldt (Fernsehserie, Folge Glücklicher Tod)
- 2014–2015: Alles was zählt
- 2015: Crossing Lines
- 2015: SOKO München (Fernsehserie, Folge Ausweglos)
- 2016: Großstadtrevier (Fernsehserie, Folge Daniel in der Löwengrube)
- 2016: Tatort: Zorn Gottes
- 2017: Morden im Norden (Fernsehserie, Folge Kurzschluss)
- 2017: Bruder-Himmel und Hölle
- 2018: Gladbeck (Fernsehzweiteiler)
- 2018: SOKO München (Fernsehserie, Folge Gefährlicher Dunstkreis)
- 2018: In Love and War
- 2019: Auf dem Grund
- 2019: Nord bei Nordwest – Gold!
- 2020: Die verlorene Tochter (Fernsehserie)
- 2021: Wilsberg: Überwachen und belohnen
- 2021: SOKO Hamburg (Fernsehserie, Folge Gegen die Zeit)
- 2022: Sarah Kohr – Geister der Vergangenheit (Fernsehreihe)
- 2023: SOKO Leipzig (Fernsehserie, Folge Mit einem Bein)
- 2024: Tatort: Angst im Dunkeln